# Новая Ладога
Но́вая Ла́дога — город в Волховском муниципальном районе Ленинградской области. Административный центр Новоладожского городского поселения.

## История
До возникновения города на этом месте находился Николо-Медведский монастырь (иначе Николо-Медведовский, Никольско-Медведовский), возникший в XIV или XV веке. В 15 км выше по реке находится село Старая Ладога, по археологическим данным — древнейший город Руси (и возможная столица государства Рюрика).
В 1702 году по приказу царя Петра I, во время Северной войны территория Николо-Медведского монастыря была обнесена земляным валом и рвом, а в устье Волхова создана судостроительная верфь. 13 апреля 1704 года царь распорядился направить сюда для образца корабли с соседних верфей на реках Сясь и Свирь. Из Белоозера, Пошехонья, Олонца и Каргополя доставили около 2 тысяч работников.
В 1704 году по указу Петра I был основан город Новая Ладога, после чего древний город Ладога стал именоваться Старой Ладогой. Сюда царь повелел переехать на жительство многим староладожанам, а из центра страны приказал перебросить несколько полков пехоты.
В 1719 году по указу царя начато строительство Ладожского канала (т. н. старого Петровского).
С середины XVIII века Новая Ладога — центр Новоладожского уезда С.-Петербургской губернии. В 1763—1769 годах будущий генералиссимус А. В. Суворов командовал Суздальским пехотным полком в Новой Ладоге, где составил «Полковое учреждение» (1764—1765) — инструкцию, содержавшую основные положения и правила по воспитанию солдат, внутренней службе и боевой подготовке войск.

НОВАЯ ЛАДОГА — город уездный (со слободою Загородье и селением Креницы) при реке Волхове и Ладожском канале, на пункте соединения трёх систем водного сообщения Петербурга со внутренними губерниями;
 от Санкт-Петербурга — 148 вёрст, от Москвы — 752 версты, число домов — 1096, число жителей: 2013 м п., 1997 ж. п.;
 Церквей православных шесть. Уездное училище с приходским классом. Больница одна. Богадельня одна. Ярмарок две. Телеграфная станция. (1862 год)

В 1861—1866 годах параллельно старому Петровскому каналу по самому берегу Ладожского озера прорыли новый, более глубокий канал — Новоладожский.
С 2 февраля 1924 года город стал уездным центром Волховского уезда.

План города Новая Ладога. 1941 год

Согласно топографической карте РККА 1941 года город насчитывал 315 дворов.
В 1930 году в Новой Ладоге был создан рыболовецкий колхоз имени Калинина.
Во время Великой Отечественной войны город сыграл огромную роль в поддержке сообщения с осаждённым Ленинградом по легендарной Дороге жизни, а также как одно из мест дислокации Краснознамённой Ладожской флотилии.
По данным 1990 года в административном подчинении Новоладожского городского совета находились 5 населённых пунктов, деревни: Дубно, Кивгода, Креницы, Лигово и Сумское. В самом городе Новая Ладога проживали 12 300 человек.

## География
Город расположен в северной части района на автодороге 41К-939 (подъезд к г. Новая Ладога), к северу от автодороги Р21 (E 105) «Кола» (Санкт-Петербург — Петрозаводск — Мурманск), в 26 км от районного центра города Волхов и в 138 км от Санкт-Петербурга.
Город находится на левом берегу реки Волхов, в месте впадения её в Ладожское озеро.
Центр города занимает треугольный остров, ограниченный с севера старым Петровским каналом, с юго-востока — рекой Волхов, с запада — рукавом того же Петровского канала, соединяющегося с рекой.

## Климат
| Показатель                    | Янв.  | Фев.  | Март | Апр. | Май  | Июнь | Июль | Авг. | Сен. | Окт. | Нояб. | Дек. | Год |
| ----------------------------- | ----- | ----- | ---- | ---- | ---- | ---- | ---- | ---- | ---- | ---- | ----- | ---- | --- |
| Абсолютный максимум, °C       | 7     | 5     | 14   | 25   | 32   | 33   | 34   | 33   | 29   | 21   | 12    | 10   | 34  |
| Средний суточный максимум, °C | −6,2  | −5,5  | −0,6 | 6,8  | 13,8 | 19,1 | 21,8 | 20,3 | 14,5 | 7,4  | 1,4   | −3   | 7,5 |
| Средняя температура, °C       | −9,1  | −9,1  | −5,2 | 2,5  | 9,2  | 15,5 | 17,3 | 15,7 | 10,4 | 4,4  | −1,2  | −6,1 | 3,6 |
| Средний суточный минимум, °C  | −12,6 | −12,2 | −8,5 | −1   | 5,0  | 10,3 | 13,0 | 11,8 | 7,2  | 2,2  | −3    | −8,6 | 0,3 |
| Абсолютный минимум, °C        | −44   | −43   | −32  | −25  | −11  | −1   | −4   | 2    | −4   | −12  | −24   | −41  | −44 |
| Источник:                     |       |       |      |      |      |      |      |      |      |      |       |      |     |

| Показатель              | Янв. | Фев. | Март | Апр. | Май  | Июнь | Июль | Авг. | Сен. | Окт. | Нояб. | Дек. | Год |
| ----------------------- | ---- | ---- | ---- | ---- | ---- | ---- | ---- | ---- | ---- | ---- | ----- | ---- | --- |
| Средняя температура, °C | −6,3 | −6,5 | −2,2 | 4,3  | 10,7 | 15,5 | 18,3 | 16,6 | 11,6 | 5,4  | −0,3  | −3,8 | 5,3 |
| Норма осадков, мм       | 44   | 31   | 34   | 39   | 45   | 70   | 75   | 77   | 61   | 66   | 59    | 52   | 653 |
| Источник:               |      |      |      |      |      |      |      |      |      |      |       |      |     |

## Демография
| 1616    | 1622  | 1825    | 1833  | 1840  | 1847  | 1850    | 1856    | 1862    | 1863    | 1867    | 1870    |
| ------- | ----- | ------- | ----- | ----- | ----- | ------- | ------- | ------- | ------- | ------- | ------- |
| 1000    | ↗2500 | ↗3255   | ↘3195 | ↗8200 | ↘2774 | ↗9500   | ↘3435   | ↗4010   | ↗4266   | ↗4361   | ↘4179   |
| 1885    | 1897  | 1910    | 1913  | 1920  | 1923  | 1926    | 1931    | 1932    | 1933    | 1935    | 1939    |
| ↘3566   | ↗3927 | ↘3783   | ↗4300 | ↘3579 | ↘3500 | ↗3931   | ↘2000   | ↗4000   | ↗4700   | ↘3800   | ↗5271   |
| 1943    | 1945  | 1949    | 1959  | 1970  | 1979  | 1989    | 1992    | 1996    | 1997    | 1998    | 2000    |
| ↘2769   | ↗3072 | ↗6236   | ↗7863 | ↗8805 | ↗9838 | ↗11 310 | ↘11 200 | ↘10 800 | ↗10 900 | ↘10 700 | →10 700 |
| 2001    | 2002  | 2003    | 2005  | 2006  | 2007  | 2008    | 2009    | 2010    | 2011    | 2012    | 2013    |
| ↘10 600 | ↘9920 | ↗10 000 | ↘9700 | ↘9600 | →9600 | ↘9500   | ↘9397   | ↘8838   | ↘8800   | ↘8767   | ↘8725   |
| 2014    | 2015  | 2016    | 2017  | 2018  | 2019  | 2020    | 2021    | 2023    | 2024    | 2025    |         |
| ↗8800   | ↘8585 | ↘8483   | ↘8413 | ↘8203 | ↘8027 | ↘7958   | ↘7432   | ↘7239   | ↘7147   | ↘7069   |         |

### Национальный состав
Согласно данным Всероссийской переписи населения 2021 года в городе проживали 7432 человека, из них:
 русские — 6919,  украинцы — 59, белорусы — 31, цыгане — 22, азербайджанцы — 21, армяне — 12, узбеки — 7, татары — 5, карачаевцы — 4, грузины — 3, молдаване — 3, мордва — 3, болгары — 2, карелы — 2, корейцы — 2, немцы — 2, поляки — 2, таджики — 2, башкиры — 1, калмыки — 1, лезгины — 1, русины — 1, удмурты — 1, хорваты — 1, чуваши — 1, эстонцы — 1, другие национальности — 93 человека, остальные национальность не указали.
На 1 января 2025 года по численности населения город находился на 1013-м месте из 1124 городов Российской Федерации.

## Экономика

### Промышленность
- ООО «Новоладожский судостроительный завод»
- ОАО «Новоладожская рыбная компания»
- ОАО «Комбинат „Волховхлеб“»
- ЗАО «Новоладожская кожгалантерейная фабрика»
- ООО «НПП Альянс Профит»
- ООО «К-Инженеринг»
- ООО «Ладожская Верфь»
- ООО «Рилада»
- ООО «Амфи»

### Другие предприятия
- ПАО «Ленэнерго» (Новоладожские электрические сети)
- ОАО «Петербургская сбытовая компания» (Новоладожское отделение)
- ООО «СТС-Ладога»
- ООО «ЛадогаЭнергоСтрой»

### Торговля
- Универсам «Пятёрочка»
- Универсам «Магнит»
- Универсам «Верный»
- Минимаркет «Шапито»
- Fix Price
- Фирменный магазин Великолукского мясокомбината
- Минимаркет «Петровский»
- Аптеки «Невис»(3)
- Магазин хозтоваров «Улыбка Радуги»
- Салон связи «Билайн»
- Салон связи «Телебокс»
- Магазин «Центральный»
- Торговый комплекс «ЦентR»
- Торговый центр «Камея»

## Связь
Свои коммуникационные услуги для населения предоставляют операторы мобильной связи: «Билайн», «МТС», «Мегафон», «Tele2» и «Yota»
Интернет-провайдеры: «Ростелеком» и «Волхов-Онлайн».

## Туризм
- Туристический комплекс «Ладога»
- Рыболовная база отдыха «Креницы»
- Гостиница «Радуга»
- Гостевые дома

## СМИ
С 1946 по 1962 год выходила городская газета «Знамя коммунизма».

### Телевидение
- 5 — Первый канал (Волхов)
- 6 — Первый канал (Сясьстрой)
- 9 — Россия 1 (Сясьстрой)
- 11 — Пятый канал (Волхов)
- 34 — Россия 1 (Волхов)
- Цифровое эфирное телевидение пакет РТРС-1

### Радио
- 88,2 FM — Радио Ваня
- 88,6 FM — Ретро FM
- 101,6 FM — Радио Рекорд
- 102,2 FM — Дорожное радио
- 103,8 FM — Авторадио
- 104,6 FM — Питер FM
- 105,7 FM — Русское радио
- 107,2 FM — Европа Плюс

## Достопримечательности
- Пр. Карла Маркса, 18 — бывший дом Агаповой, исторический деревянный дом. Сгорел 12 июля 2017 года[42].
- Пр. Карла Маркса, 52, литера А — деревянная купеческая усадьба Мухиных, сгорела в 2018 году[42].
- Пр. Карла Маркса, 54 — жилой дом Ж. Ф. Протодьяконовой (дом Стариковых), одно из старейших зданий Новой Ладоги. Сгорел в 2019 году[42].
- Дом большевиков Новоладожского уезда
- Церковь Климента
- Церковь Спаса Нерукотворного
- Бюст А. В. Суворова (скульптор Адель Вернер)
- Тральщик «ТЩ-100»
- Теплоход «Харьков»
- Церковный ансамбль

- Церковная ограда с воротами

- Мемориальный комплекс в честь моряков Ладожской Военной Флотилии и речников северо-западного речного пароходства, охранявших водную трассу «Дороги Жизни» и обеспечивших транспортную связь блокадного Ленинграда со страной

- Гостиный двор

- Дом офицерского собрания суздальского пехотного полка

- Николо-Медведский монастырь

- Штаб Ладожской Военной флотилии
- Никольский собор
- Казармы бывшего Суздальского полка
- Георгиевская «Суворовская церковь» (настоятелем храма служил отец Олег (Артёмов)[43].
- Памятник А. В. Суворову
- Староладожский канал
- Памятник С. М. Кирову (установлен на постаменте памятника Императору Александру II (1913 г.); открыт 2 ноября 1947 г., ск. З. М. Виленский по типовой модели, авторство ошибочно приписывается ск. Н. В. Томскому)
- Шлюзы Петровского устья старого канала
- Новоладожский краеведческий музей
- Памятник Ладожской военной флотилии
- Мемориальная доска командующему Ладожской военной флотилией В. С. Черокову

## Культура и спорт
- «Новоладожский» ГДК
- «Новоладожский историко-краеведческий музей»
- «Центр детско-юношеского туризма и парусного спорта»
- «Новоладожская детская школа искусств»
- Шахматный клуб «Ладога»
- «Новоладожский Дом детского творчества»